# Geoida

1. ocean
2. elipsoida
3. pion lokalny
4. kontynent
5. geoida

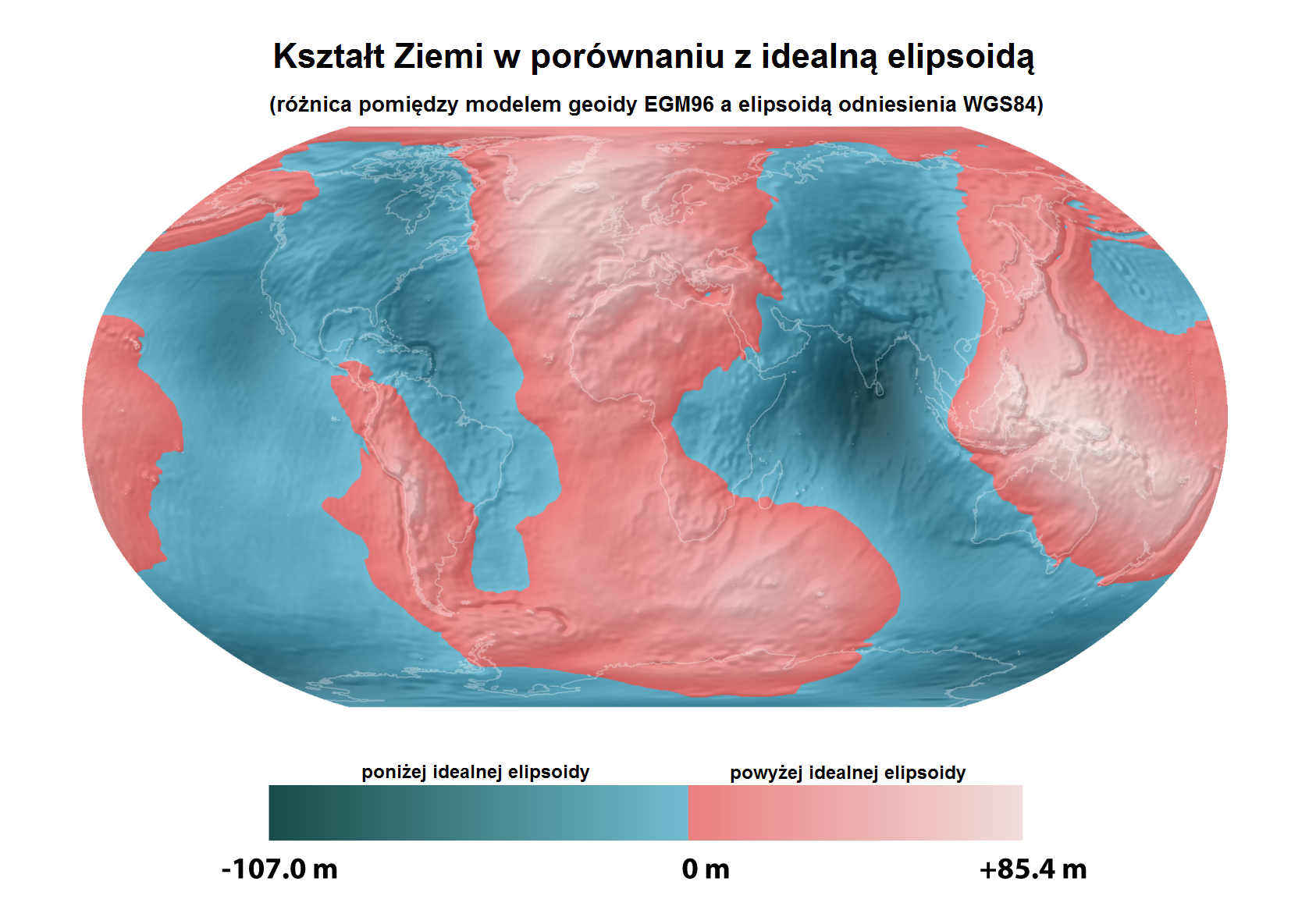
Różnica między geoidą a elipsoidą

Geoida – w geologii powierzchnia w każdym miejscu prostopadła do pionu wyznaczonego przez siłę ciężkości.
Geoida jest teoretyczną powierzchnią, na której potencjał siły ciężkości Ziemi jest stały, równy potencjałowi siły ciężkości na średnim poziomie mórz otwartych i przedłużoną umownie pod powierzchnią lądów. Ponieważ zawiera ona lustro wody w morzach i oceanach, nazywana jest też geoidą zerową. Jako powierzchnia ekwipotencjalna, geoida w każdym swym punkcie jest prostopadła do kierunku siły ciężkości (lokalnego pionu). Pojęcie wprowadził w 1873 roku niemiecki matematyk Johann Benedict Listing.
Ponieważ 71% powierzchni Ziemi stanowią oceany, geoida stanowi przybliżenie figury Ziemi. Jednak pod lądami przebieg geoidy jest skomplikowany ze względu na bardzo urozmaicony rozkład gęstości, głównie w przypowierzchniowych warstwach skorupy ziemskiej.
Przebieg geoidy jest efektem równowagi sił grawitacji Ziemi i innych ciał układu Słonecznego oraz sił bezwładności, jest ona zatem powierzchnią dynamiczną, stale ulegającą zmianom. W praktyce korzysta się z modelu geoidy, czyli zbioru liczb będących wartościami wysokości geoidy w węzłach siatki geograficznej.